# Коло (Айова)
Коло (англ. Colo) — місто (англ. city) в США, в окрузі Сторі штату Айова. Населення — 845 осіб (2020).

## Географія
Коло розташоване за координатами 42°0′52″ пн. ш. 93°19′7″ зх. д. / 42.01444° пн. ш. 93.31861° зх. д. (42.014482, -93.318599).  За даними Бюро перепису населення США в 2010 році місто мало площу 2,75 км², уся площа — суходіл.

## Демографія
Згідно з переписом 2010 року, у місті мешкало 876 осіб у 348 домогосподарствах у складі 252 родин. Густота населення становила 318 осіб/км².  Було 370 помешкань (135/км²).
Расовий склад населення:
| - 98,6 % — білих - 0,3 % — чорних або афроамериканців - 0,2 % — корінних американців |

До двох чи більше рас належало 0,5 %. Частка іспаномовних становила 0,9 % від усіх жителів.
За віковим діапазоном населення розподілялося таким чином: 26,3 % — особи молодші 18 років, 58,9 % — особи у віці 18—64 років, 14,8 % — особи у віці 65 років та старші. Медіана віку мешканця становила 40,9 року. На 100 осіб жіночої статі у місті припадало 99,1 чоловіків;  на 100 жінок у віці від 18 років та старших — 99,4 чоловіків також старших 18 років.
Середній дохід на одне домашнє господарство  становив 59 424 долари США (медіана — 49 688), а середній дохід на одну сім'ю — 69 052 долари (медіана — 65 536). За межею бідності перебувало 10,6 % осіб, у тому числі 14,7 % дітей у віці до 18 років та 6,6 % осіб у віці 65 років та старших.
Цивільне працевлаштоване населення становило 403 особи. Основні галузі зайнятості: освіта, охорона здоров'я та соціальна допомога — 21,1 %, виробництво — 19,4 %, роздрібна торгівля — 16,9 %.